# 小田垣邦道
小田垣 邦道（おだがき くにみち、1951年10月8日 - ）は、日本の実業家。本田技術研究所取締役副社長（四輪執行責任者）、ケーヒン代表取締役社長などを歴任。2011年退任。
2012年、東京21世紀クラブ会員となり後進の指導にあたる。2015年、「小田垣塾」を開塾。

## 経歴
- 1974年、姫路工業大学（現兵庫県立大学）卒業後、王子精機株式会社入社。
- 1977年、株式会社本田技術研究所入社。
- 1988年、同社 主任研究員。
- 1990年、開発責任者としてミニバンブームの火付け役、初代オデッセイを開発[3]。
- 1995年、同社 エグゼクティブチーフエンジニア。
- 1998年、同社 商品企画室長。
- 2000年、同社 常務取締役（商品・技術企画室長）。
- 2003年、同社 専務取締役（四輪執行責任者）。
- 2005年、同社 取締役副社長（四輪執行責任者）に就任。
- 2007年、株式会社ケーヒン代表取締役副社長に就任。
- 2008年、同社 代表取締役社長に就任、一般社団法人日本経済団体連合会理事を兼務。
- 2009年、同社 代表取締役社長、日本経済団体連合会理事、公益社団法人自動車技術会フェローを兼務。
- 2011年、退任。
- 2012年、起業家のコミュニティである「東京21世紀クラブ」会員となる。同クラブにて、ベンチャー起業家の育成などに携わる。
- 2015年、講演をはじめ、異業種のメンバーを対象とした「小田垣塾」を東京と大阪で開催している。